# Lego Power Miners
Lego Power Miners − seria Lego, która pojawiła się w 2009 roku. Opowiada o czterech górnikach, którzy przy pomocy maszyn próbują dociec przyczyny tajemniczych wstrząsów pod powierzchnią Ziemi. Niespodziewanie górnicy odkrywają tam emitujące potężną energię kryształy i żywiące się nimi kamienne potwory.

## Górnicy Power Miners
- Doc – doświadczony dowódca oddziału górników. Jest niezwykle zdeterminowany w tym by odkryć źródło wstrząsów.
- Brains – naukowiec  zafascynowany kamiennymi potworami. Zamierza bliżej przyjrzeć się tym tajemniczym istotom.
- Rex – inżynier, który pracował w elektrowni geotermalnej niedaleko jądra Ziemi. Zaprojektował kiedyś niektóre z maszyn, którymi posługuje się wraz z zespołem.
- Duke – doświadczony górnik, który wydobywał cenne surowce na całym świecie.

## Kamienne potwory
Kamienne potwory występują w różnych kolorach. Poniżej przedstawiono cechy i kolory, tych których napotkali na swojej drodze górnicy Power Miners i nadali im imiona.
- Meltrox – często bywa agresywny i porywczy.
- Firox – jest szybki, niszczy maszyny górników.
- Sulfurix – sprytny i strategiczny. Często samodzielnie drąży podziemne tunele, by pierwszy dostać się do złóż kryształów. Z nieznanych przyczyn jego stopy strasznie śmierdzą, co odstraszało górników od badań w rejonie Delta-5, do czasu aż Duke opatentował specjalne onuce na jego błony pławne by zniwelować odór. Pozostali górnicy w nagrodę zrzucili się na stek dla współpracownika. Historię tę znamy z komiksu dołączonego do instrukcji zestawu nr 8964 Titannium Command.[1]
- Glaciator – tchórzliwy i opieszały. Nigdy nie uczestniczy w walkach, które potwory toczą z górnikami. Czasami jednak zastawia na górników pułapki wykonane ze skał i szczątków maszyn.
- Boulderax – silny, ale wolny i niezbyt inteligenty. Nie myśli strategicznie, czasami uszkadza sprzęt górników dla rozrywki. Jego charakterystyczny ryk brzmi "Rogut-Vboghut". Słyszymy go wna grze Rock Rocket.[2]

Wraz z czasem misji Górnicy Power Miners trafiają na inne gatunki potworów o znacznie większych rozmiarach:
- Tremorox – kilkukrotnie większy od małych potworów. Uwielbia siać zniszczenie, bywa sadystyczny i okrutny. Lubi znęcać się nad małymi potworami na przykład zadając im ból. Czasami więzi małe potwory pod skałami, by w tym czasie okraść je z zapasów pożywienia. Następnie zostawia je na pastwę losu bez pożywienia.
- Geolix – Rywal Tremoroxa, będący tego samego wzrostu co on. Podobnie jak on, lubi wyrządzać szkody i znęcać się nad małymi potworami.
- Król Kryształów – Jest królem potworów wszystkich skalnych a zarazem największym i najsilniejszym potworem. Wiele potworów wykorzystuje jako swoich niewolników, którzy mają zdobywać dla niego pokarm, narażając przy tym swoje życie.

### Lawowe potwory
Gdy górnicy byli już bliżej jądra Ziemi, napotkali znacznie silniejsze i groźniejsze lawowe potwory.
- Firax - okrada górników ze sprzętu i uszkadza go. Cechuje się podobnymi cechami charakteru co Firox.
- Infernox - sadystyczny i okrutny. Dla własnej rozrywki więzi pod skałami inne potwory skalne, okrada je z pożywienia i zadaje im ból.
- Combustix - Combustix jest słaby fizycznie i nie ma silnego charakteru, który pozwoliłby mu zdominować nad innymi potworami przez co często zostaje okradziony z łupów przez silniejsze potwory.
- Eruptorr - Największy z lawowych potworów, bardzo niebezpieczny i agresywny. Rzuca we wszystkich intruzów lub rywali rozgrzanymi skałami.[3]

## Zestawy Power Miners
Zestawy z 2009:
- 8956 Kruszarka Kamieni (Duke)/Meltrox/1
- 8957 Robot górniczy (Brains)/Boulderax/2
- 8958 Kruszarka granitu (Duke)/Glaciator/3
- 8959 Koparka (Rex)/Sulfurix/4
- 8960 Wiertło górnicze (Doc i Duke)/Firox/5
- 8961 Zamiatarka kryształów (Rex i Brains)/Meltrox i Glaciator/6
- 8962 Król kryształów (Rex i Duke)/Król kryształów/
- 8963 Niszczyciel skał (Rex)/Geolix/8
- 8964 Wiertnica Titanum Command (Doc, Brains i Duke)/Tremorox i Glaciator/10
- 8707 Wysadzarka głazów (Rex)/Glaciator/4
- 8708 Niszczarka jaskiń (Doc i Duke)/Tremorox/9
- 8709 Podziemna stacja górnicza (Doc, Rex)/Geolix/7

Zestawy z 2010:
- 8188 Pogromca Ognia (Rex Silver Miner)/Combustix/12
- 8189 Magmowy Robot (Rex Silver Miner)/Firax/14
- 8190 Chwytacz (Brains Silver Miner)/Infernox/15
- 8191 Lavatraz (Doc Silver Miner i Duke Silver Miner)/Eruptorr i Firax/16